# Szent Péter és Pál-fatemplom (Kökös)
A kökösi Szent Péter és Pál-fatemplom műemlékké nyilvánított épület Romániában, Kovászna megyében. A romániai műemlékek jegyzékében a  CV-II-m-A-13190 sorszámon szerepel.

## Története
A temető közepén álló templomot Tatrangról vásárolták. 1994–2014 között felújították a tetőt és a homlokzatot.

## Leírása
Téglalap alaprajzú, apszis nélküli templom.